# واژه‌نامه فلسفه آکسفورد
واژه‌نامه فلسفه آکسفورد (به انگلیسی: The Oxford Dictionary of Philosophy) یک فرهنگ لغت فلسفه نوشته فیلسوف سیمون بلک‌برن است که توسط انتشارات دانشگاه آکسفورد منتشر شده است. 